# Schemua
Scheuma je priimek več znanih oseb:
- Blaž Žemva (1808—1871), avstrijski častnik
- Blaž Schemua   (1856—1920), avstro-ogrski general
- Janez Schemua  (1850—1919), avstro-ogrski general